# Lisa Miskovsky
Lisa Miskovsky (ur. 9 marca 1975 roku w Holmsund w gminie Umeå) – szwedzka piosenkarka.

## Życiorys
Jej matka jest Finką, a jej ojciec Czechem. Dzięki swojemu debiutanckiemu albumowi Lisa Miskovsky i singlowi Driving One of Your Cars, które zostały wydane w 2001 roku, szybko zajęła wysokie miejsce na szwedzkich listach przebojów. Również dzięki nim otrzymała nagrodę Rockbjörnen w kategorii Årets svenska kvinnliga artist. Jej następny album – Fallingwater – w krótkim czasie został numerem jeden na szwedzkich listach przebojów i w niedługim czasie osiągnął status platynowej płyty.
Niektóre z jej piosenek powstały przy współpracy Joakima Berga – twórcy piosenek dla zespołu Kent i Simona Nordberga. Jest ona również autorką tekstu do piosenki Shape of My Heart, wykonywana przez zespół Backstreet Boys.
Lisa Miskovsky wykonała piosenkę będącą głównym tematem gry komputerowej Mirror’s Edge wyprodukowanej przez studio Digital Illusions CE. Album z tą piosenką, jak i jej remiksami – Still Alive: The Remixes, został wydany 11 listopada 2008 roku.
Lisa jest członkinią Szwedzkiego Narodowego Zespołu Snowboardowego.

## Dyskografia

### Albumy
| Rok  | Album                            | Pozycja w rankingu |
| Rok  | Album                            | SWE                |
| ---- | -------------------------------- | ------------------ |
| 2001 | Lisa Miskovsky                   | 23                 |
| 2003 | Fallingwater                     | 1                  |
| 2006 | Changes                          | 2                  |
| 2008 | Still Alive: The Remixes         | 29                 |
| 2008 | Last Year's Songs: Greatest Hits | 14                 |
| 2011 | Violent Sky                      | 4                  |

### Single
| Rok  | Tytuł                       | Album                            | Pozycja w rankingu |
| Rok  | Tytuł                       | Album                            | SWE                |
| ---- | --------------------------- | -------------------------------- | ------------------ |
| 2001 | "Driving One of Your Cars"  | Lisa Miskovsky                   | 14                 |
| 2001 | "What If"                   | Lisa Miskovsky                   | 41                 |
| 2002 | "Quietly"                   | Lisa Miskovsky                   | -                  |
| 2003 | "Lady Stardust"             | Fallingwater                     | 6                  |
| 2004 | "Sing to Me"                | Fallingwater                     | 26                 |
| 2004 | "Brand New Day"             | Fallingwater                     | 59                 |
| 2006 | "Mary"                      | Changes                          | 17                 |
| 2006 | "Sweet Misery"              | Changes                          | 53                 |
| 2006 | "Acceptable Losses"         | Changes                          | -                  |
| 2008 | "Another Shape of My Heart" | Last Year's Songs: Greatest Hits | 45                 |
| 2008 | "Still Alive"               | Mirror’s Edge                    | 30                 |
| 2010 | "Lover"                     | Violent Sky                      | 59                 |
| 2011 | "Got A Friend"              | Violent Sky                      | -                  |

### Inne
- 2005 – kent – Max 500 (wokal dla 'Välgärningar & Illdåd')
- 2006 – In Flames – Come Clarity (wokal dla 'Dead End')
- 2008 – Still Alive (temat dla gry Mirror’s Edge)